# Mrazový klín (přírodní památka)
Mrazový klín je přírodní památka v lokalitě Němčany v okrese Vyškov. Přírodní památka byla zřízena vyhláškou Okresního úřadu Vyškov ze dne 8. listopadu 1990. Leží severovýchodně od města Slavkov u Brna a severozápadně od obce Němčany u poutní kaple Panny Marie Bolestné na Lutrštéku. Důvodem ochrany je odhalený příklad periglaciálního zvětrávání na stěně jednoho z ramen staré pískovny. Je také největším mrazovým klínem na území České republiky a proto také nese označení – Lokalita evropského významu.

## Vznik mrazových klínů
Ve starším pleistocénu (doby ledové) byla celá severní Evropa zaledněna. Ledovec sahal až po severní hraniční hory Čech a Moravy a vnikal až do Moravské brány. Podél zaledněných oblastí se táhla tundrová pásma se stále zamrzlou půdou, která pouze povrchově roztávala během krátkého léta. Za tundrou následovaly pásma stepí a ještě dále pásma lesů. Zalednění mělo za následek velké stěhování živočišstva do klimaticky vhodnějších oblastí. Také rostlinstvo bylo vystaveno vlivu velkého kolísání teploty. V tomto období vznikaly mrazové klíny, jež jsou výsledkem zvětrávání půdy, kdy teplota kolísala kolem 0 °C a voda pronikala do trhlin v půdě. Mrazením se pak trhliny rozšiřovaly a vznikal tak velmi účinný mrazový klín. Zmrzlá voda roztahovala od sebe a vyzvedávala okraje trhliny. Mrazové zvětrávání půdy probíhá i dnes v arktických oblastech, což dává odpověď na velký zájem vědců.

## Galerie

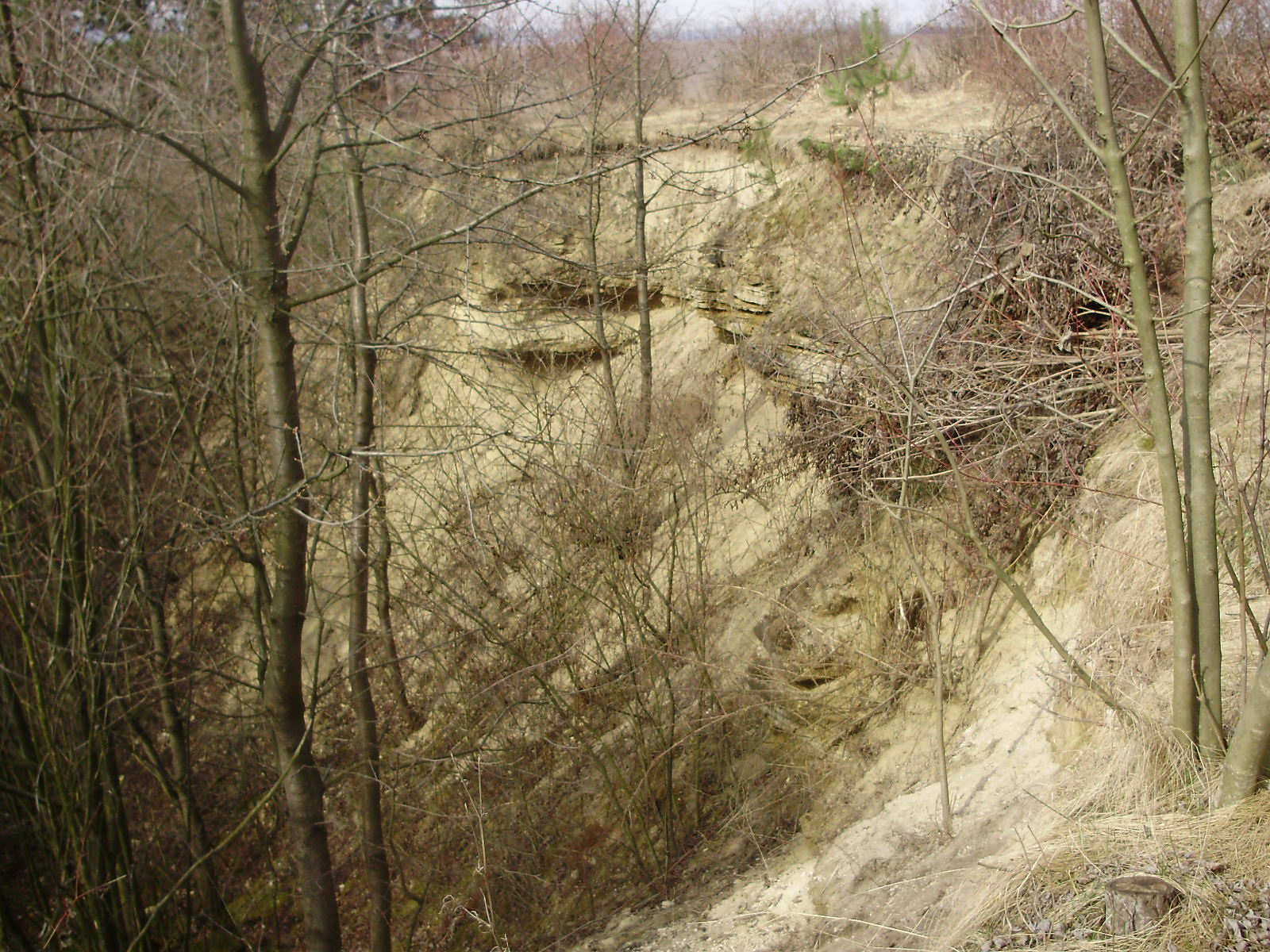
Opuštěná pískovna
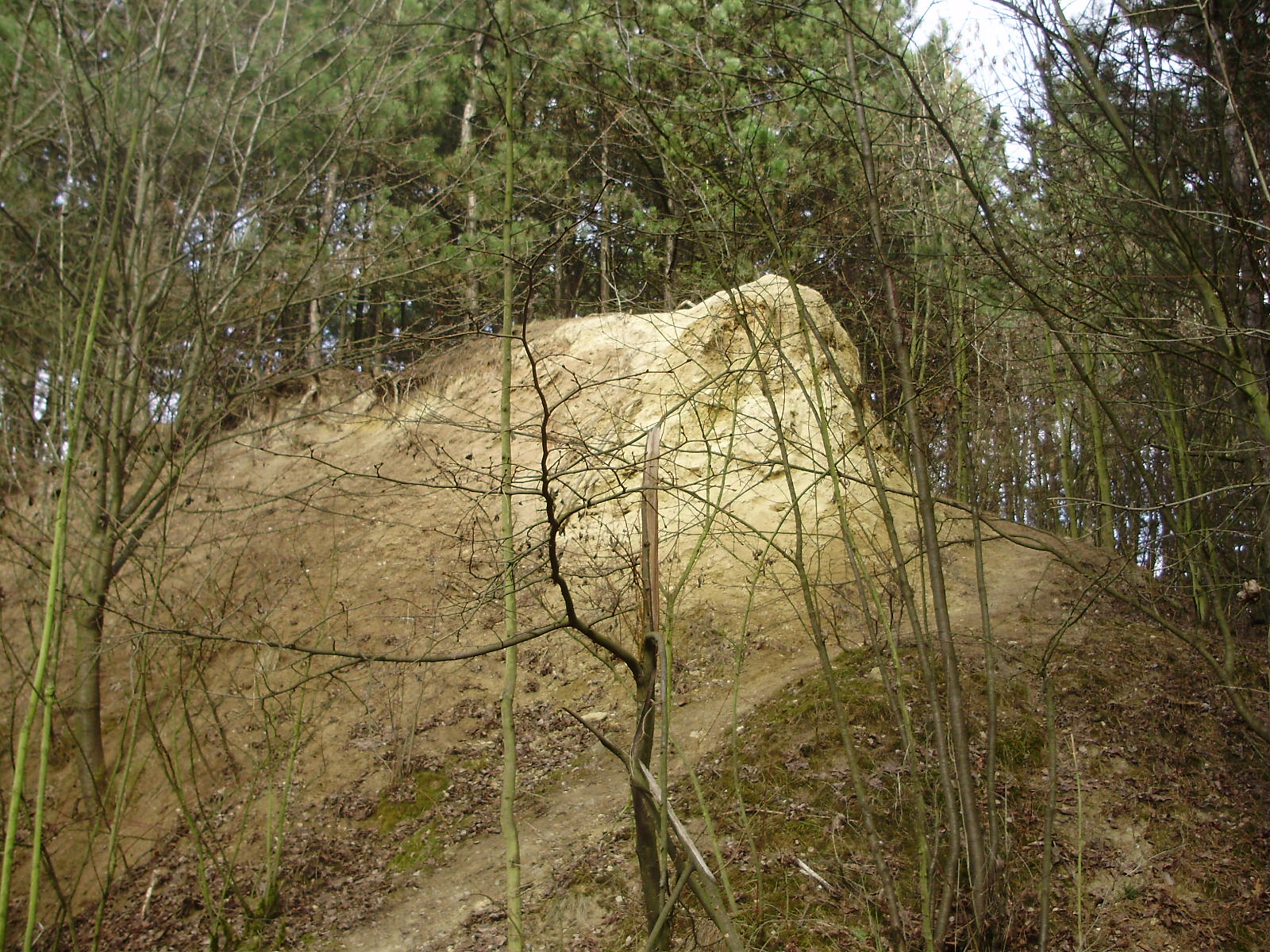
Mrazový klín dostává kontrastnější zabarvení po dešti